# بولیویا (ایلیونوی)
بولیویا (به انگلیسی: Bolivia) یک منطقهٔ مسکونی در ایالات متحده آمریکا است که در ایلینوی واقع شده‌است. بولیویا ۱۸۵٫۰۲ متر بالاتر از سطح دریا واقع شده‌است.